# Aoufous
Aoufous ou Aoufouss (pronúncia: aufus ou aufuze; em árabe: أوفوس) é uma aldeia e comuna (município) rural do sudeste de Marrocos, que faz parte da província de Errachidia e da região de Meknès-Tafilalet. Em 2004, comuna tinha 11 546 habitantes, dos quais 1 272 viviam na aldeia. A aldeia situa-se num palmeiral do vale do Ziz, sensivelmente a meio caminho entre Errachidia e Erfoud, à beira da estrada N13.
As principais atrações turísticas são o palmeiral, as paisagens desérticas do vale do Ziz e o soco (mercado) semanal. Nas proximidades encontram-se vários alcáceres (ksour, sing. ksar, fortalezas ou aldeias fortificadas), nomeadamente o de Aoufous, o  de Ksar Lamaarka (ou El Marka), situado a menos de 10 quilómetros a sul da aldeia de Aoufous, e o de Alcácer de Maadide, na aldeia de Maadid, situada a pouco mais de 25 km a sul de Aoufous, que se considera o limite norte da região histórica de Tafilalet, berço da Dinastia Alauita, a que pertence o atual rei de Marrocos.
Entre Aoufous e Maadi há diversos géisers de água quente salgada rica em sais de ferro[a] e mais para sul, já perto de Erfoud, há algumas dunas e situa-se o início do grande palmeiral de Tizimi.